# Jos Houweling
Jos Houweling (Amsterdam, 28 mei 1943) is een Nederlands beeldend kunstenaar, typograaf, curator, onderwijsvernieuwer en bestuurder.

## Biografie
Houweling studeerde aan de Amsterdamse Kunstnijverheidsschool en vervolgde zijn opleiding aan De Ateliers in Haarlem. Hij heeft een voorkeur voor ontregelende kunst. Hij maakte deel uit van de redactie van het in Haarlem uitgegeven Gifkikker, een periodiek met dadaïstische inslag. Zelf zegt hij: 'Ik ben van de Wim T. Schippers-generatie.'

## Werk
Zijn werk kenmerkt zich door aandacht voor het absurde in de alledaagse werkelijkheid. Hij werkt met uiteenlopende media: tekenkunst, collage, animatiefilms, fotografie, typografie, video en digitale animaties en tekeningen. Bekendheid bereikte hij met een aantal fotoboeken, zoals het 700 Centenboek (1975), dat ter gelegenheid van het 700-jarig bestaan van de stad Amsterdam in een oplage van 65.000 exemplaren werd verspreid en honderden foto's bevat van alledaagse voorwerpen en uitzichten: gietijzeren putjes, raamadvertenties, kiekende toeristen, deurbellen en naambordjes, gevels, driewielers, kapotte brommers, speelrekken, standbeelden en grachtenpanorama's.
In een vergelijkbare stijl volgden daarop onder meer Kunstgenot Speciaal (1978) en Het Handige Jongensboek (1975), een handleiding voor het maken van kunstwerken, waarover de Leeuwarder Courant schreef: "Talloze tips, van zeer bruikbaar tot uiterst waanzinnig, worden aan de hand van foto's aanschouwelijk gemaakt."
Houweling maakte ook televisie- en radioprogramma's. Zijn teksten zijn in diverse media gepubliceerd. Ook richtte hij in 1979 de 'Kunstombudsman' op, een onafhankelijk instituut waar kunstliefhebbers en -haters naartoe konden schrijven. Ook hier stond het ontregelende voorop, soms op het flauwe af. 'Beste kunstombudsman, is klapperen met je kunstgebit kunst?'. De KRO bracht de Kunstombudsman op de radio.
Het Centre Pompidou toonde in 2019 op de tentoonstelling Amsterdam Seventies de tweehonderd fotocollages die het museum in 2016 van hem had verworven.

## Onderwijs
Houweling was docent tekenen op de School voor de Grafische Vakken in Utrecht. In 1976 begon Houweling als docent aan de avondopleiding van de Gerrit Rietveld Academie in Amsterdam, waar hij manifestaties opzette zoals de 'Taartkunstdag', 'Nederland zwaait terug' en 'Maakt De Rietveld betere muziek dan schilderijen?'. Als een van de eersten in Nederland zette hij hier een afdeling voor Audiovisuele Kunst op. Tot zijn meer bekende studenten behoren onder anderen Fay Lovsky, Rob Scholte, Peter Klashorst, Maarten Ploeg, Fiona Tan, Liza May Post, Barbara Visser, Joost Conijn, Jeroen de Rijke, Willem de Rooij en Renzo Martens.
Houweling hielp ook mee Ateliers89 in Aruba op te zetten, samen met Elvis López en Evelino Fingal. Houweling verzorgde de contacten, selecteerde de docenten, stuurde de nodige materialen en verzon de cursussen.
Van 1998 tot 2010 was Houweling directeur van het Sandberg Instituut, een masteropleiding voor beeldende kunst, grafisch ontwerp en gebonden vormgeving in Amsterdam. Daar nam hij onder andere het initiatief tot 'The One Minutes', een internationaal opererende organisatie van filmmakers en curatoren voor wie bewegend beeld met een lengte van 60 seconden het uitgangspunt voor hun werk vormt. Daarnaast organiseerde hij enkele achtereenvolgende jaren de 'Kunstvlaai', een tentoonstelling van aankomend talent en kunstenaarsinitiatieven die functioneerde als tegenwicht tegen de commerciëlere kunstbeurzen.

## Functies
Als bestuurder en adviseur was hij onder andere werkzaam voor de Amsterdamse Kunstraad, Park4dtv, Stichting Kunst & Macht, Amsterdams Fonds voor de Kunst, Mondriaan Stichting, Prins Bernard Fonds, Stichting Ramses Shaffy Memorial, De Appel en The One Minutes

## Eerbewijzen
- In 2002 werd hij geridderd tot Officier in de Orde van Oranje-Nassau voor zijn bijdrage aan de opleiding van meerdere generaties Nederlandse kunstenaars. Bij die gelegenheid werd ook de Jos Houwelingprijs voor het kunstonderwijs ongesteld, een wisselbokaal.
- Houweling ontving de Arti-medaille 2015, een eerbetoon van de Amsterdamse kunstenaarssociëteit Arti et Amicitiae aan een eigentijdse collega.